# Frosinone
Frosinone település Olaszországban, Lazio régióban, Frosinone megyében. Lakosainak száma 43 417 fő (2023. január 1.). Frosinone Alatri, Ceccano, Ferentino, Supino, Veroli, Arnara, Patrica és Torrice községekkel határos.

## Népesség
A település lakossága az elmúlt években az alábbi módon változott:
| Lakosok száma | 46 120 | 46 063 | 43 417 |
|               | 2017   | 2018   | 2023   |